# Alexandre Paes Lopes
Alexandre Paes Lopes ou simplesmente Alexandre Lopes (Rio de Janeiro, 29 de outubro de 1974), é um ex-zagueiro brasileiro. Atualmente, é treinador do CRAC.
Sua carreira deu-se, basicamente, no Brasil, mas ainda atuou na Rússia e Japão.

## Carreira

### Jogador
Começou sua carreira no Criciúma em 1994 e se destacou em 1995, onde fez um bom Campeonato Brasileiro. O zagueiro fez 66 partidas e marcou oito gols pelo Tigre.
No começo de 1996, foi negociado com o Corinthians, que disputou seu passe com o São Paulo. Estreou no clube em 25 de janeiro de 1996, quando o Timão venceu Coritiba por 2 a 1, em partida amistosa. Em maio do mesmo ano, ele falhou duas vezes na partida contra o Grêmio, que eliminou o Timão da Libertadores, e foi emprestado ao Sport ao final de 1996.
Ainda em 1996, chegou a ser convocado por Zagallo para disputa da Copa Ouro da Concacaf com a camisa da Seleção Brasileira. Ao todo, o ex-jogador fez seis partidas pelo Brasil.
Na segunda passagem pelo Timão, em 1998, não teve muitas oportunidades e no meio do ano foi emprestado novamente ao Sport.
Volta em 1999 e de novo sai do Timão, quando foi negociado com o Fluminense. Participou da campanha que deu o título da Série C do Campeonato Brasileiro em 1999 ao clube carioca.
Em 2004, foi para o Internacional, onde estreou em 18 de fevereiro, no empate em 0 a 0 com o Confiança, pela Copa do Brasil. Deixou o clube em agosto do mesmo ano, após 22 partida e um gol marcado.
Encerrou sua carreira em 2008, pelo Guarani de Palhoça, de Santa Catarina.

### Treinador
Formado em Educação Física, é pós-graduado em fisiologia do exercício e possui formação em Análise de Desempenho, além das licenças Pro, A e B pela CBF Academy.
Começou a carreira nas categorias de base do Fluminense, onde ficou por três anos. Começou em março de 2018 e acumulou as funções de treinador do sub-16 e auxiliar do sub-17, conquistando cinco títulos em pouco tempo. Assim, acabou promovido à comissão do Sub-20.
Depois, comandou a equipe profissional do Próspera E.C/SC e foi auxiliar nos profissionais do Botafogo-SP, Noroeste e Brasiliense.
Em 2023, dirigiu o sub-20 da Ferroviária após o término da Copa São Paulo de Futebol Júnior, onde obteve nove vitórias em nove jogos do Paulista. Assumiu o time principal ainda como interino na sétima rodada da Série D. Efetivado na sequência, em junho, fechou a temporada com dez vitórias, quatro empates e quatro derrotas em 18 jogos, aproveitamento de 62,96% que conduziu a Ferroviária ao acesso à Série C e ao vice-campeonato da Série D. Ao final do ano, renovou com a Ferroviária para 2024.

## Títulos
Criciúma
- Campeonato Catarinense: 1995

Corinthians
- Campeonato Paulista: 1997

Fluminense:
- Campeonato Brasileiro - Série C: 1999